# Zielina
Zielina [pronunciación en polaco: /ʑeˈlina/], alemán Zellin es un pueblo ubicado en el distrito administrativo de Gmina Strzeleczki (Gemeinde Klein Strehlitz), dentro del Condado de Krapkowice, Voivodato de Opole, en el sur de Polonia occidental.
Se encuentra aproximadamente a 5 kilómetros al suroeste de Strzeleczki, a 11 kilómetros al oeste de Krapkowice, y a 27 kilómetros al sur de la capital regional Opole.
El pueblo tiene una población de 689 habitantes.

## Historia

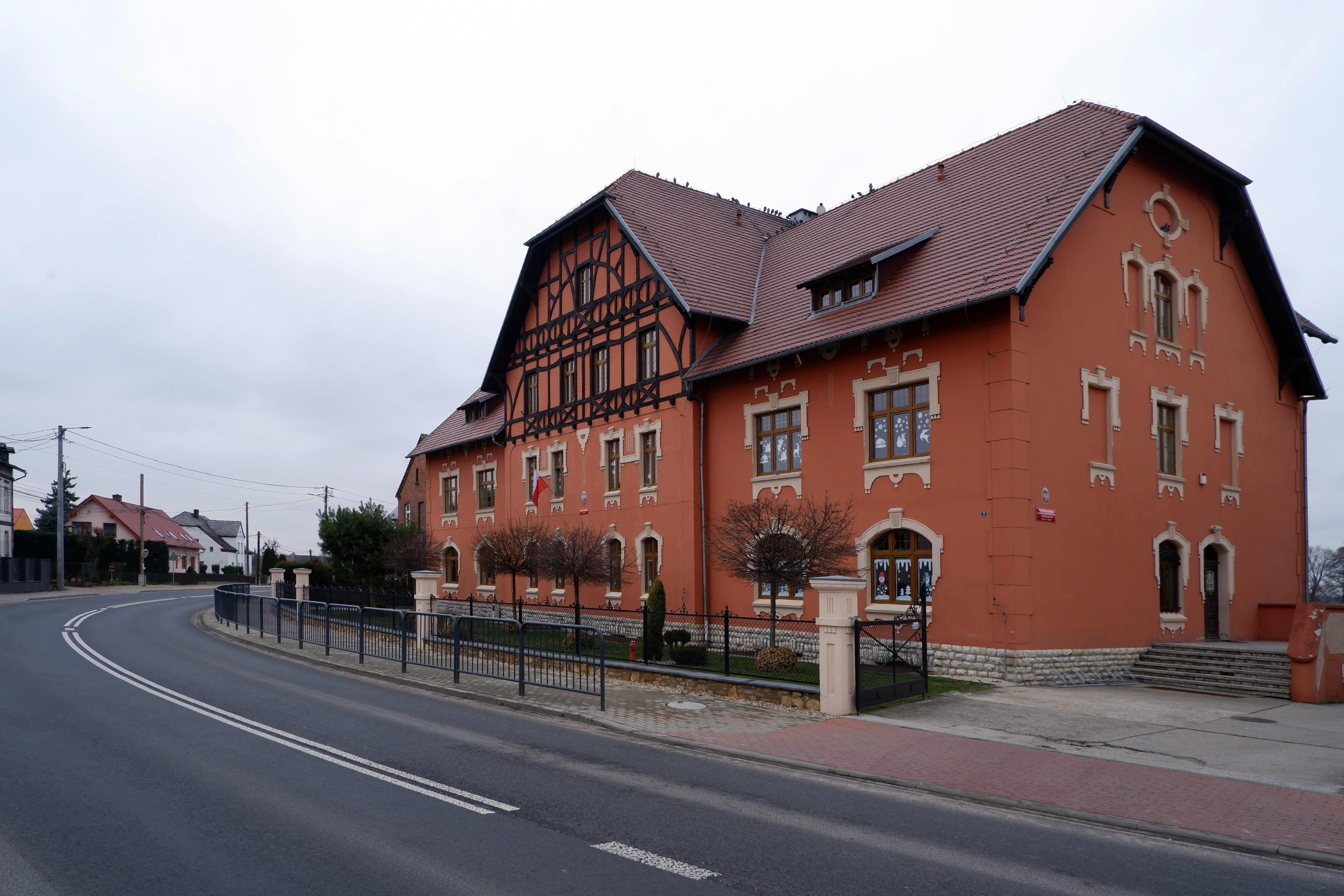
Escuela primaria en Zellin

La ciudad fue mencionada por primera vez como Zellin en 1743, y originalmente era una aldea perteneciente a la ciudad de Cuyavia. En el siglo XVIII era una de las fincas de los condes de Schaffgotsch. Desde la década de 1930 hasta 1945, la ciudad fue propiedad de Claus von Thiele-Winckler.
En el plebiscito de la Alta Silesia del 20 de marzo de 1921, 337 habitantes votaron a favor de permanecer en Alemania y 139 votaron a favor de unirse al recién creado estado de Polonia. Como resultado, Dobrau permaneció en Alemania. Hasta 1945 se encontraba en el Kreis Neustadt O.S..